# جبل الفارو
جبل الفارو أو جبل فاروق (بالإسبانية: Monte Gibralfaro)‏ هو تل يقع في مالقة في جنوب شرق إسبانيا. تقع على بعد 130 مترًا من سفح جبال مالقة.
في الجزء العلوي من التل، تقع قلعة جبل الفارو المطلة على مدينة مالقة والبحر الأبيض المتوسط، وتتصل عبر ممر محاط بسور إلى قصبة مالقة.

## التاريخ
كان جبل الفارو موقعًا للتحصينات منذ التأسيس الفينيقي لمدينة مالقة نحو 770 قبل الميلاد.  حُصِّن الموقع من قبل الخليفة عبد الرحمن الثالث عام 929 م. في بداية القرن الرابع عشر، وسع يوسف الأول ملك مملكة غرناطة التحصينات داخل محيط المنارة الفينيقية وأقام جدارًا مزدوجًا لقصر القصبة. يُقال أن الاسم جبل الفارو مشتق من اللغة العربية واليونانية كلمة (فارو) نور، جبل فارو، والتي تعني «صخرة النور». تشتهر القلعة بحصارها الذي استمر ثلاثة أشهر عام 1487 من قبل الملوك الكَثُليك، الملك فرنندو والملكة إِزَبلَّة، والذي انتهى عندما أجبر الجوع العرب على الاستسلام.

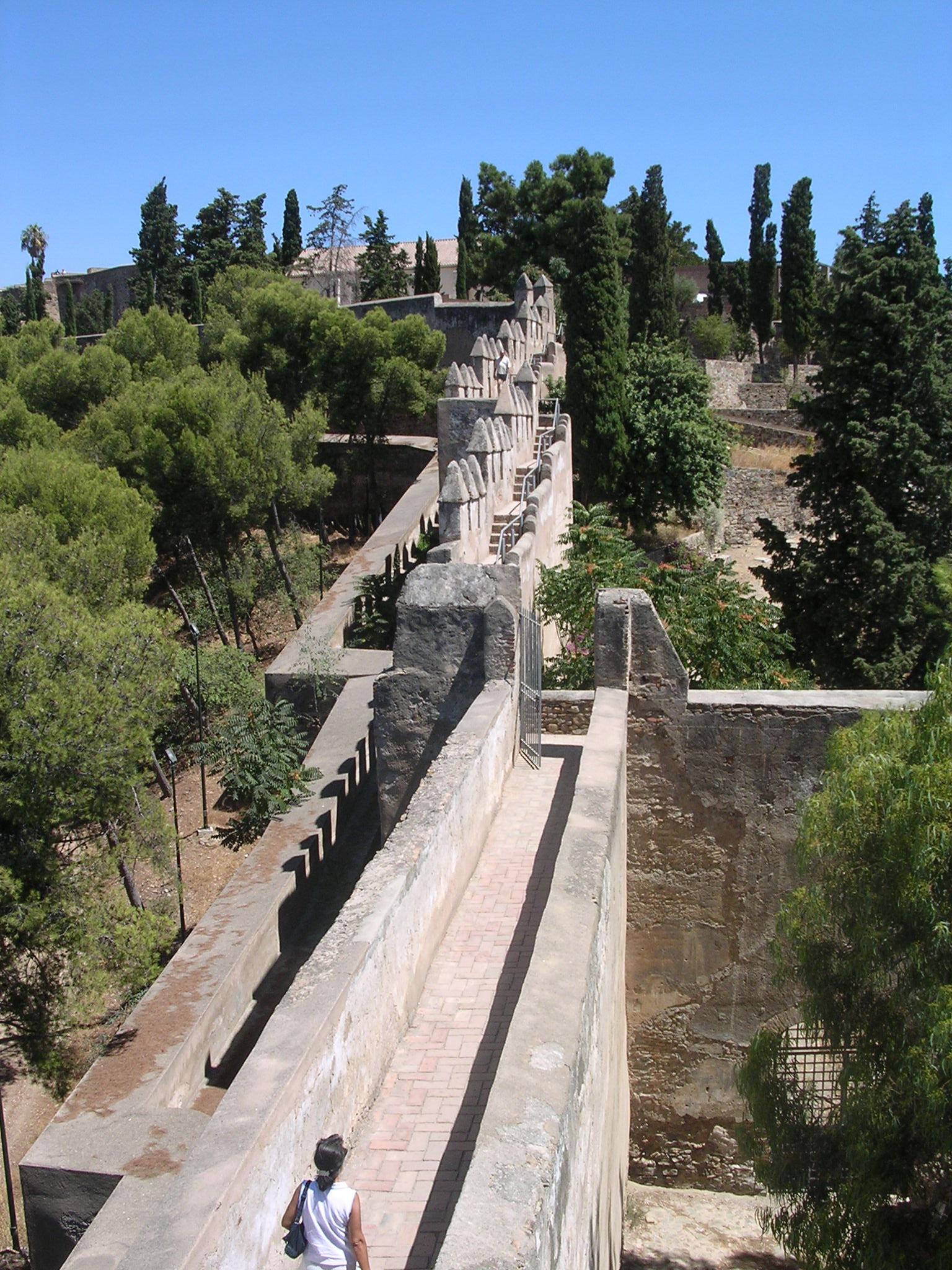
رُممت الجدران المزدوجة من قلعة جبل الفارو إلى القصبة

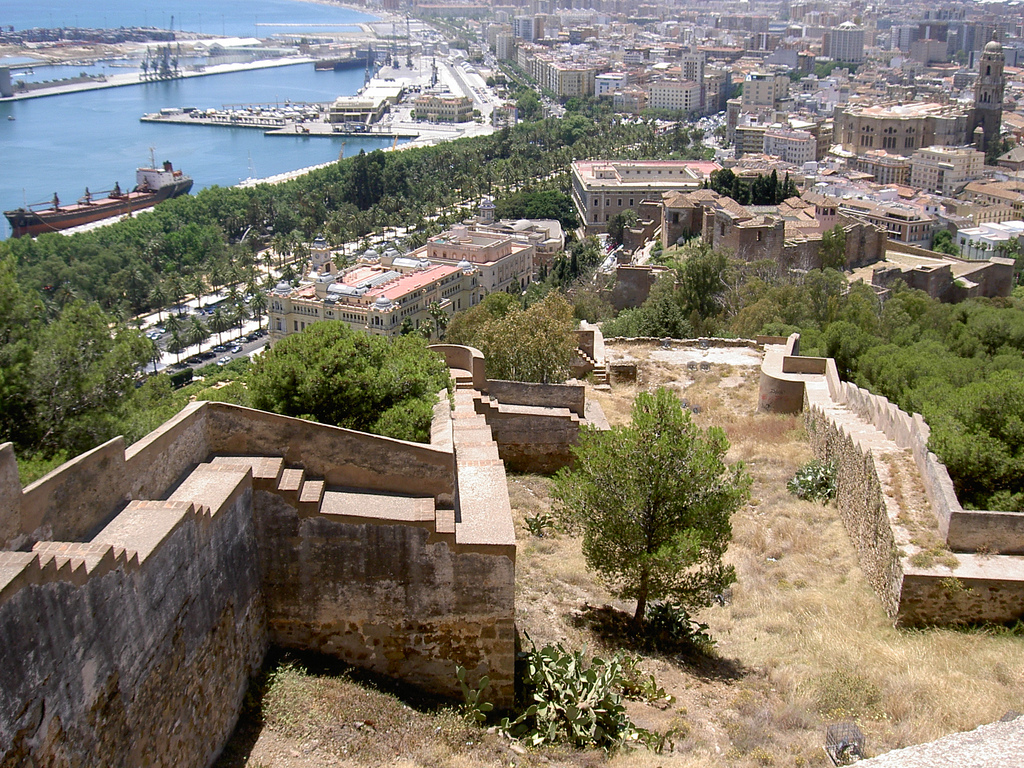
مالقة من أسوار جبل الفارو باتجاه القصبة (تظهر أدناه)